# Platoon
Platoon — компьютерная игра, выпущенная компанией Ocean Software для компьютеров Commodore 64 в 1987 году и впоследствии портированная на платформы Amiga, Amstrad CPC, Apple II, Atari ST, DOS, ZX Spectrum. В декабре 1988 года Platoon также вышла для консолей NES под издательством SunSoft. Игра была сделана по мотивам вышедшего двумя годами ранее фильма «Взвод», хотя в игре мало прослеживается связь с его сюжетом. Перед началом непосредственной игры игрок может увидеть небольшую заставку. Для того, чтобы посмотреть заставку игры необходимо не производить никаких нажатий и подождать некоторое время

## Особенности игры
В игре нет традиционного деления на уровни, а есть четыре сюжетные части, выполненные в разных игровых жанрах. Внизу экрана имеются два индикатора, один из которых отображает состояние боезапаса, который можно пополнять, а другой показывает так называемую Morale — деления на данном индикаторе уменьшаются в случае убийства мирных жителей, встречающихся в деревне в первой части, и в случае если все деления исчезнут — наступит конец игры.

## Описание сюжета и событий игры
Первая часть игры представляет собой джунгли, вид сбоку. Вторая часть характеризуется уже видом от первого лица, игроку приходится двигаться по лабиринту (он состоит из тоннелей и комнат) и, в случае появления, противника — поражать его путём направления на него прицела и нажатия соответствующей кнопки на игровом джойстике. Цель второй части состоит в том, чтобы найти сигнальные ракеты и компас. Третья проходит в ночных джунглях и представляет собой тир. В четвёртой части игрок должен добраться до выхода за отведённый промежуток времени, при этом обстановка в этой части изменяется на изометрическую, а вместо функции прыжка у игрока появляется функция бросания гранат. В конце же его ожидает нечто вроде босса — бункер с пулемётчиком.